# یحیی‌آباد (محلات)
یحیی‌آباد یک روستا در ایران است که در دهستان باقرآباد شهرستان محلات واقع شده‌است.